# Hibrildes venosa
Hibrildes venosa är en fjärilsart som beskrevs av Kirby 1896. Hibrildes venosa ingår i släktet Hibrildes och familjen Eupterotidae. Inga underarter finns listade i Catalogue of Life.